# Lexicon Universale

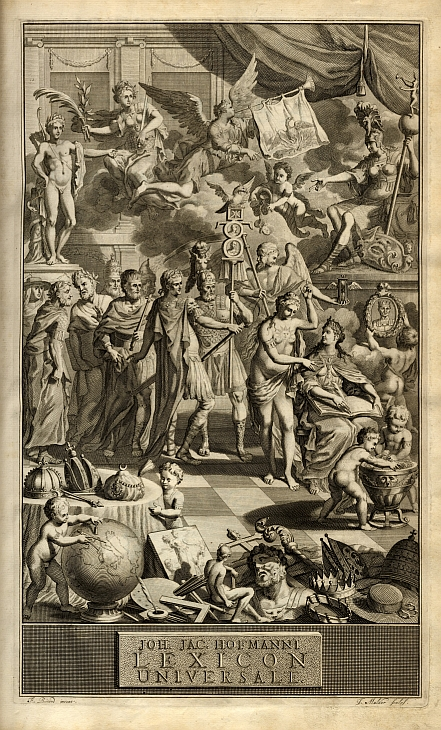

A Lexicon Universale de 1698 é uma enciclopédia humanista escrita por Johann Jacob Hofmann de Basel (1635-1706). Ela é composta por quatro volumes, cada um com 1.000 páginas.
Lexicon Universale, Historiam Sacram Et Profanam Omnis aevi, omniumque Gentium; Chronologiam Ad Haec Usque Tempora; Geographiam Et Veteris Et Novi Orbis; Principum Per Omnes Terras Familiarum [...] Genealogiam; Tum Mythologiam, Ritus, Caerimonias, Omnemque Veterum Antiquitatem [...]; Virorum [...] Celebrium Enarrationem [...]; Praeterea Animalium, Plantarum, Metallorum, Lapidum, Gemmarum, Nomina, Naturas, Vires Explanans. - Editio Absolutissima [...] Auctior [...]. - Leiden: Jacob. Hackius, Cornel. Boutesteyn, Petr. Vander Aa, & Jord. Luchtmans, 1698.